# 23時開店!女の談話室 スナックHKB23
23時開店!女の談話室 スナックHKB23（にじゅうさんじかいてん！おんなのだんわしつ　すなっくへーけーびーとぅえんてぃーすりー）は、バイタルTV枠にてBS-TBSで2018年8月10日23時から全4回放送されたトーク番組。

## 概要
安冨歩がママ＆マスター、町山広美がチーママを務めるスナックHKB23に女性客扮するゲストが来店する形式のトーク番組。毎週金曜日の23時から30分、23時30分からの30分の二本立ての放送時間となっている。
スナックHKB23のHKB23は「ヘーケービートゥエンティースリー」と読み、へえっという経験を積んだ、閉経期にさしかかった50前後のビューティーたちのことを言う。女性が第二の人生について語り合うことをテーマとしている。番組最後に「今日の売上」としてゲストの発した名言をチーママが売上台帳に記載する。

## 出演者
- 安冨歩 ・・・ママ＆マスター
- 町山広美 ・・・チーママ
- 堀井美香・・・ナレーション

## 放送リスト
| 回 | 放送日                 | テーマ                                                    | ゲスト                                                           | 今日の売上                                                                                                   |
| -- | ---------------------- | --------------------------------------------------------- | ---------------------------------------------------------------- | --- |
| 1  | 2018年 8月10日         | 「どう老いる？どう死ぬ？」 「東京脱出」                   | 内澤旬子(作家) 紫吹淳(元タカラジェンヌ) 小島慶子(元アナウンサー) | 紫吹：健康な老後のためスキンシップを 内澤：「家賃」から離れてストレスフリーに 小島：「出稼ぎ」二拠点のすすめ |
| 2  | 8月10日                | 「ハラスメントが止まらない」 「今、政治の言葉がおかしい」 | 内澤旬子 紫吹淳 小島慶子                                         | 汚れっちまった私でも「もうやめよう」と言おう                                                                 |
| 3  | 8月17日 再放送10月10日 | 「男と女の役割分担」 「30年後、未来のにっぽん」」         | 高島礼子(女優) 桜沢エリカ(漫画家) 上西充子(大学教授)             | 高島：介護では甘えることも大事 上西：呪いの言葉から自由になる                                                |
| 4  | 8月17日 再放送10月17日 | 「介護はじめました」 「女のことば、男のことば」」         | 高島礼子 桜沢エリカ 上西充子                                     | 桜沢:夫の家事は忍耐で見守る 上西：異質な人が入るのが大事                                                     |

## スタッフ
- 撮影：杉村智司、小川徹、山口秀一
- 音声：西尾昌英
- アシスタント：石川歩
- 照明：倉原修
- メイク：石川尋美
- 音効：荒川誠人
- 編集：小野寺絵美
- EED：石川雅彦、坂東翔太
- MA：浜中美穂
- 協力： スナック欒ひじき
- 衣装協力：blurorange
- 宣伝：池田千尋（BS-TBS）
- 編成：高松武史(BS-TBS)
- AD：秋山朋美、伊藤玲未
- LP：齋藤美紀、北澤治絵
- 演出：匂坂緑里、高橋典代
- プロデューサー：高安恵司
- 制作協力：TBS VISION
- 政策著作：BS-TBS